# Atlantische Sprachen
Die atlantischen Sprachen (von Joseph Greenberg ursprünglich „westatlantisch“ genannt) sind eine Gruppe afrikanischer Sprachen innerhalb der Niger-Kongo-Sprachen. Während sie lange Zeit als ein Primärzweig des Niger-Kongo angesehen worden sind, handelt es sich neueren Erkenntnissen zufolge eher um eine hauptsächlich geografisch und sprachtypologisch begründete Zusammenfassung von mehreren Primärzweigen des Niger-Kongo.
Die etwa 50 atlantischen Sprachen werden von der Mündung des Senegal-Flusses entlang der afrikanischen Atlantikküste bis Liberia vor allem in den heutigen Staaten Senegal, Gambia, Guinea, Guinea-Bissau, Sierra Leone, Mali, Niger, Nigeria, Ghana und Burkina Faso von etwa 27 Millionen Menschen gesprochen.

## Hauptsprachen
Die mit Abstand bedeutendste atlantische Sprache ist das Fulfulde (auch Ful, Fula, Fulani, Pulaar oder Peul genannt), dessen Dialekte von 18 Millionen Muttersprachlern und von mindestens weiteren vier Millionen Zweitsprechern gesprochen werden (siehe unten die Gliederung der Ful-Dialekte). Die Fulani sind ein altes westafrikanisches Hirtenvolk, das in einem großen Bereich im subsaharanischen westlichen Afrika siedelt bzw. nomadisiert, Schwerpunkte sind heute die Staaten Niger, Burkina Faso, Nigeria, Kamerun, Benin, Togo, Mali, Guinea, Senegal, Mauretanien und Gambia.
Weitere nordatlantische Hauptsprachen sind das dem Fulfulde nah verwandte Wolof (8 Millionen mit Zweitsprechern, die Hauptsprache des Senegal), das Serer-Sine mit 1,2 Millionen Sprechern und das südatlantische Temne (1,5 Mio. Sprecher, Sierra Leone).

## Klassifikation der atlantischen Sprachen
Das Atlantische zerfällt in drei Hauptzweige: Nord-Atlantisch mit 24,5 Millionen Sprechern der größte Zweig, Süd-Atlantisch (2,5 Millionen Sprecher) und die isolierte Sprache Bijago oder Bissagao, die auf dem Guinea-Bissau vorgelagerten Bissagos-Archipel gesprochen wird und keinem der beiden großen Zweige zugeordnet werden kann. Das Atlantische hat sich schon früh – etwa gleichzeitig mit den Mande-Sprachen – von der Hauptlinie des Niger-Kongo abgespalten. Die Klassifikation des Atlantischen folgt dem unten angegebenen Weblink, sämtliche Sprachen sind aufgeführt.
Klassifikation des Atlantischen
- Atlantisch
  - Nord-Atlantisch (33 Sprachen mit 25 Mio. Muttersprachlern, fast 35 Mio. mit Zweitsprechern)
    - Sene-Gambia
      - Ful (18 Mio., mit Zweitsprechern 22 Mio.) (Dialektale Gliederung siehe Fulfulde)
      - Wolof (3,7 Mio., 8 Mio. mit Zweitsprechern)
      - Serer-Sine (1,2 Mio.)

    - Cangin
      - Saafi-Saafi (100 Tsd.), Noon (25 Tsd.), Lehar (10 Tsd.); Ndut (25 Tsd.), Palor (10 Tsd.)

    - Bak
      - Balanta: Balanta-Kentohe (350 Tsd.), Balanta-Ganja (100 Tsd.)
      - Diola
        - Zentral: Diola (Jola) (350 Tsd.), Gusilay (10 Tsd.), Bandial (15 Tsd.); Ejamat (20 Tsd.), Kerak (10 Tsd.)
        - Karon-Mlomp: Karon (10 Tsd.), Mlomp (5 Tsd.)
        - Kwaatay (5 Tsd.)
        - Bayot (15 Tsd.)

      - Manjaku-Papel: Mandjak (210 Tsd.), Papel (120 Tsd.), Mankanja (60 Tsd.)

    - Ost-Senegal-Guinea
      - Tenda-Biafada: Tenda (15 Tsd.), Wamei (20 Tsd.), Budik; Biafada (40 Tsd.), Badjara (10 Tsd.)
      - Nun-Banjun: Kasanga (600), Kobiana (600); Banyun (Bainouk) (15 Tsd.)

    - Nalu-Mbulungi: Nalu (20 Tsd.), Mbulungi (5 Tsd.), Baga Mboteni

  - Süd-Atlantisch (16 Sprachen mit 3 Mio. Sprechern)
    - Mel
      - Temne-Baga
        - Temnische Sprache (1,5 Mio.),
        - Baga: Koga, Binari, Manduri, Sitemu, Sobane †, Kalum † (alle Baga zusammen 32 Tsd.)
        - Landoma (15 Tsd.)

      - Gola (110 Tsd.)
      - Bullom-Kissi: Kissi (Kisi, Gisi) (550 Tsd.); Sherbro (Bullom) (135 Tsd.), Bom (300), Bullom So (fast †), Krim (500)

    - Sua (Mansoanka) (15 Tsd.)
    - Limba (350 Tsd.)

  - Bijago: Bijago (Bissago, Bidyogo) (33 Tsd.)

## Sprachliche Charakteristik
Die atlantischen Sprachen besaßen ursprünglich ein voll ausgebildetes Nominalklassensystem, das durch Präfixe und Augmente (Prä-Präfixe) markiert wurde und über Konkordanz auf den gesamten Satz wirkte. Die Klassenpräfixe wurden später häufig abgeschliffen und durch Suffixe oder Augmente ersetzt. Der Wechsel des Anlautkonsonanten hat grammatische Bedeutung, häufig kennzeichnet er die Pluralbildung. Die übliche Satzstellung ist SVO (Subjekt-Verb-Objekt), es werden in der Regel Präpositionen (keine Postpositionen) verwendet. In der Nominalphrase steht das bestimmte Nomen vorn, also Nomen + Genitiv, Nomen + Numerale, Nomen + Demonstrativum. Die genaue Ausprägung ist sprachabhängig.

### Nominalklassen
Die Nominalklassensysteme der atlantischen Sprachen sind oft sehr komplex und in ihrer Struktur durchaus unterschiedlich. Das Ful hat 20 bis 25 Nominalklassen mit den dazugehörigen Konkordanzzeichen, das Serer unterscheidet 16 Nominalklassen durch Präfixe und Suffixe, das Wolof hat ein Konkordanzsystem, aber keine Klassenzeichen am Nomen. Von den Cangin-Sprachen (Saafi, Noon, Lehar; Ndut, Falor) haben die ersten drei ein sehr reduziertes Klassensystem, gekennzeichnet durch Suffixe, Ndut und Falor haben keine Konkordanz mehr. Die Bak-Sprachen besitzen bis zu 19 Nominalklassen, Konsonantenwechsel kommt nur im Mandjak und Papel vor. Diese kleine Auflistung (nach De Wolf 1981) zeigt die große Vielfalt der grammatischen Ausprägungen atlantischer Sprachen, die bei einigen Forschern auch dazu geführt hat, die südatlantische Gruppe als einen selbständigen Primärzweig des Niger-Kongo zu betrachten. Für die Einbettung des Atlantischen in das Niger-Kongo spricht insbesondere die Ähnlichkeit mancher atlantischer Klassenpräfixe mit denen des Bantu:
- mo-, wo- Singular von Lebewesen, vgl. Bantu mu-
- be- Plural von Lebewesen, vgl. Bantu ba-
- ma- Kollektiva, vgl. Bantu ma-

### Anlautwechsel und Pluralbildung
Zum Anlautwechsel und seiner Funktion folgen einige Beispiele aus dem Fulfulde (siehe ausführlicher im Artikel Fulfulde). Die Nomina des Fulfulde sind zunächst in die Klassen human (Personenklasse) und nicht-human (Sachklasse) einzuteilen. Der Plural wird bei den Nomina der Personenklasse durch folgenden Anlautwechsel gebildet:
- b > w/g, ch > s, d > r, g > w/y, j > y, k > h, p > f.

Bei der Pluralbildung für Nomina der Sachklasse erfolgt genau die umgekehrte Veränderung:
- w > b/g, h > k, s > ch, f > p, y > j/g, r > d.

Nasalierte Anlautkonsonanten (/mb/, /nd/, /ng/) ändern sich nicht, Nomina der Personenklasse mit Singular auf /-o/ bilden den Plural zusätzlich zur Anlautveränderung durch das Suffix /-mpe/ oder /-en/. Dazu einige Beispiele:
- gorko „männliche Person“ > Plural worbe
- wordu „Hund“ > Plural gordi
- debbo „Frau“ > Plural reube
- reuro „Hündin“ > Plural debbi
- konowo „Krieger“ > Plural honombe (sowohl Anlautwechsel als auch Endung /-mbe/)

Diese Beispiele zeigen, dass außer dem Anlautwechsel in der Regel weitere Lautänderungen erfolgen, die Bildung der Pluralform also letztlich nur lexikalisch zu fassen ist.
Weitere Informationen über die sprachlichen Eigenschaften im Artikel Niger-Kongo-Sprachen.